# Шортбред
Шортбред (англ. shortbread) или шорти (англ. shortie) — традиционное шотландское печенье, которое обычно готовят из сахара, сливочного масла и пшеничной муки. В отличие от многих других видов печенья и хлебобулочных изделий, шортбред не содержит разрыхлителя или пищевой соды.
Шортбред широко ассоциируется с празднованием Рождества в Шотландии. Некоторые шотландские бренды экспортируют это печенье по всему миру.

## История
Технология приготовления шортбреда возникла в Шотландии примерно в XIII веке. Вероятно, это печенье появилось благодаря культурному обмену шотландских кондитеров с французскими во время существования Старого союза. В то время шортбред в основном выпекали в виде большого круга, затем нарезали треугольными ломтиками и сдабривали тмином.
Первый опубликованный рецепт 1736 года был написан шотландкой по имени миссис Маклинток.
Шортбред был дорогим и потому готовился только на праздники, такие как Рождество и Хогманай (шотландский Новый год). Также это печенье готовили на свадьбу.

## Название
Шортбред так назван из-за его рассыпчатой текстуры (слово short, помимо основного значения «короткий», имело ещё одно значение ― «неэластичный»). Причиной такой текстуры является высокое содержание жира.
В британском английском языке понятия «шортбред» и «шорткейк» (англ. shortcake) являются синонимами. Шорткейк упоминается в пьесе Шекспира «Виндзорские насмешницы», впервые опубликованной в 1602 году.
В американском английском слова «шортбред» и «шорткейк» обозначают разные блюда. При приготовлении шорткейка используется растительный жир (в отличие от сливочного масла). Также шорткейк, в отличие от шортбреда, содержит разрыхлитель, который придаёт печенью более мягкую текстуру. Обычно в шорткейк добавляют фрукты или ягоды.

## Разновидности
Существует три классические разновидности шортбреда:
- петтикоут тейлс (petticoat tails) — выпекается в виде большого круга, который затем делится на треугольные сегменты.
- шортбред раундс (shortbread rounds) ― небольшое круглое печенье.
- шортбред фингерс (shortbread fingers) — печенье в виде продолговатых прямоугольников.

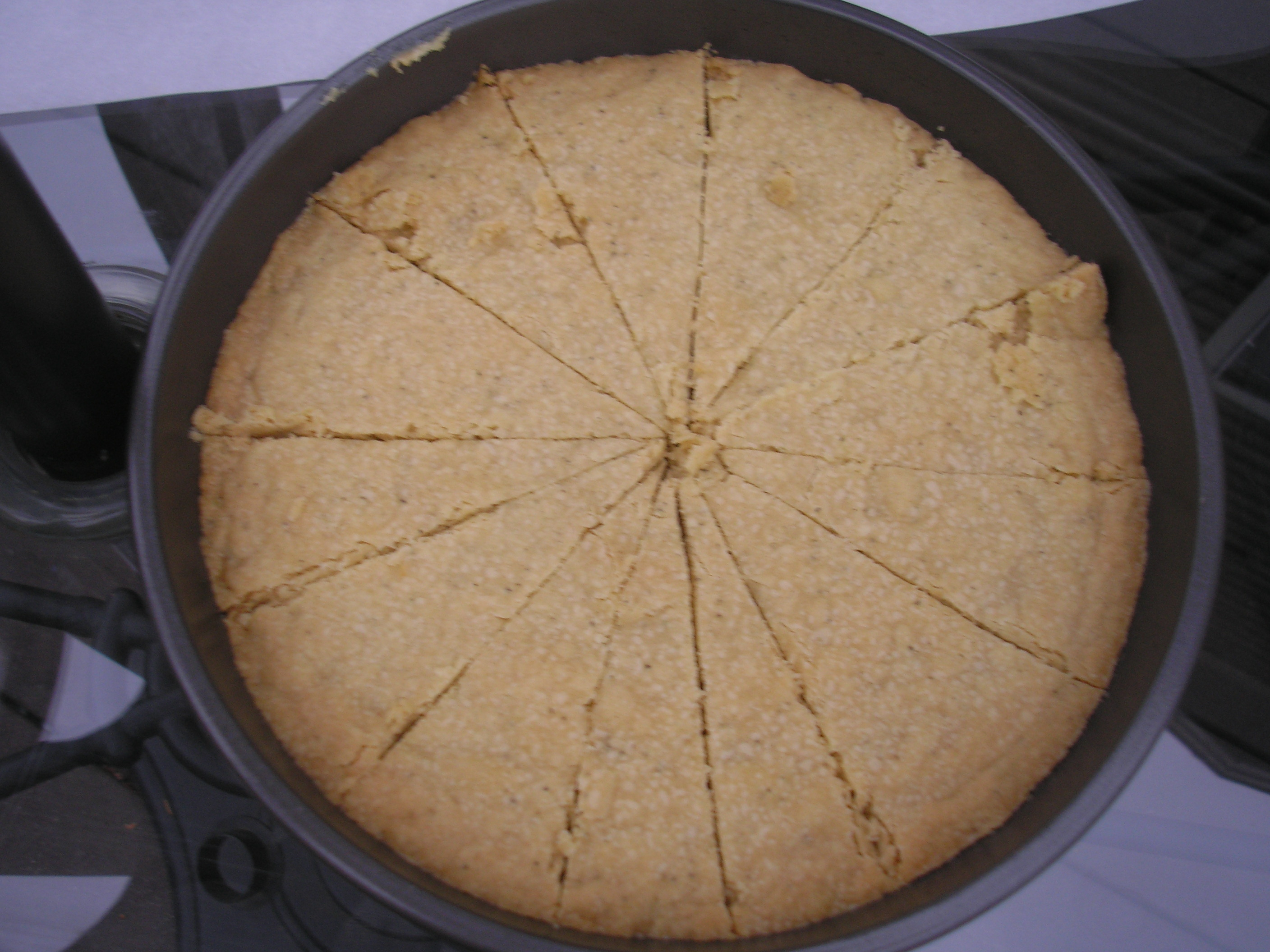
Петтикоут тейлс
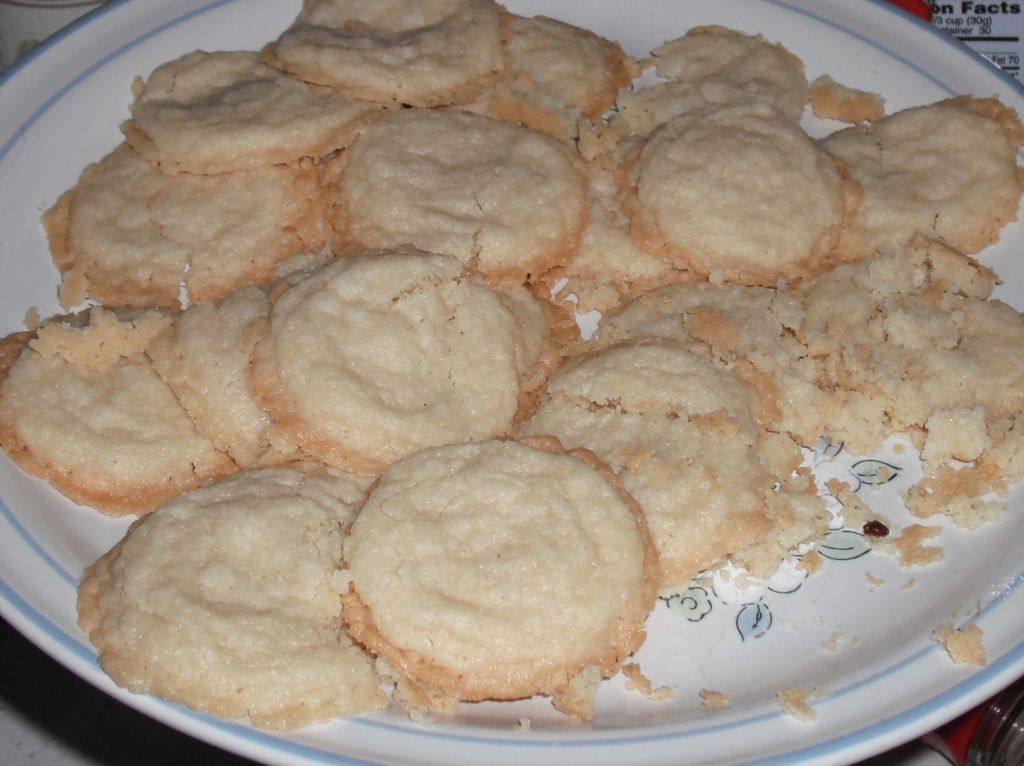
Шортбред раундс
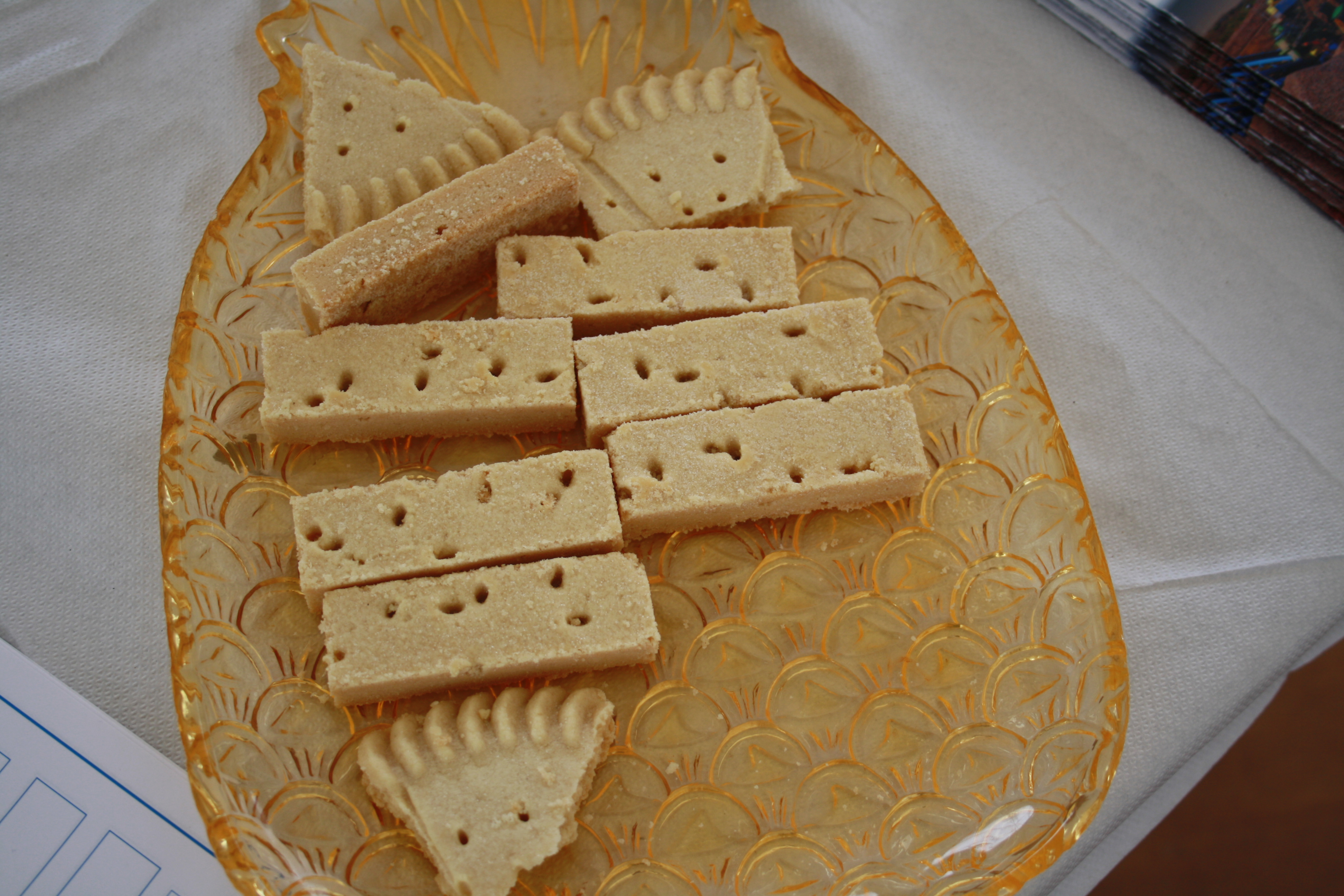
Шортбред фингерс